# Peter Nefischer

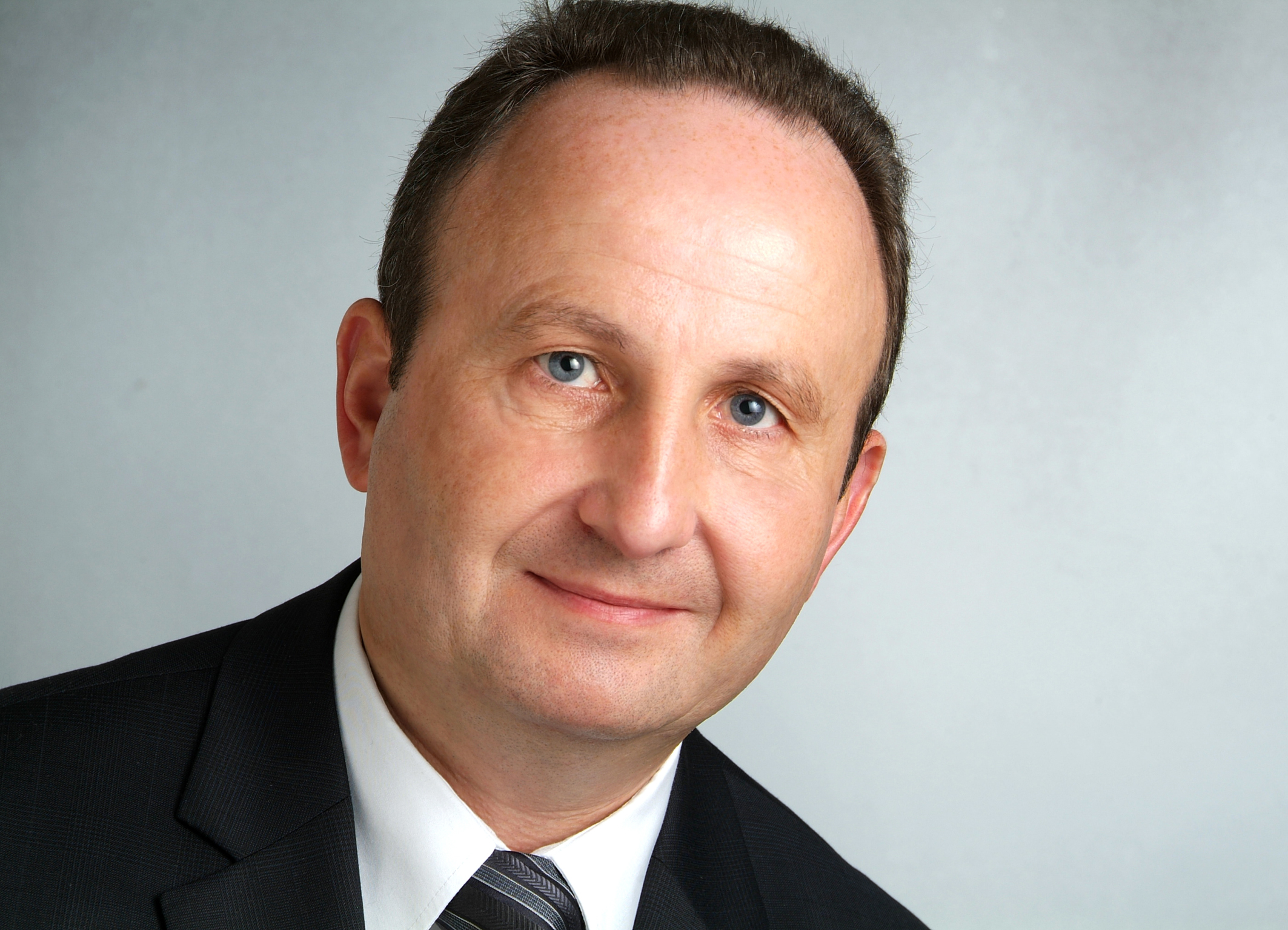
Peter Nefischer

Peter Nefischer (* 12. Juni 1962) ist ein österreichischer Maschinenbautechniker.

## Leben
Nefischer ist in Perg in Oberösterreich aufgewachsen, maturierte 1981 an der HTBL in Steyr (Kraftfahrzeugtechnik) und studierte von 1981 bis 1986 an der Technischen Universität Wien Maschinenbau-Verkehrstechnik, wo er zunächst 1986 als Diplomingenieur graduierte und später mit dem Doktorat abschloss.
Gemeinsam mit seiner Frau Elisabeth hat er zwei Kinder. Er ist beim Lions-Club Perg-Machland und in der Pfarre Perg als Leiter des Katholischen Bildungswerks ehrenamtlich engagiert und hat sich gemeinsam mit seiner Frau als Pilgerbegleiter ausbilden lassen. In den Jahren 2012 bis 2014 entwickelte er den Jakobsweg Mühlviertel-Ost.

## Beruflicher Werdegang
Sein Berufseinstieg erfolgte 1987 bis 1989 als Versuchsingenieur bei Steyr-Daimler-Puch in Steyr.
Es folgten ab 1989 sieben Jahre bei Audi in Ingolstadt in der Motorenentwicklung, wo er gemeinsam mit seiner Familie lebte, bis er 1996 wieder zurück nach Steyr, diesmal zur BMW Motoren GmbH, kam.
Dort übte er zunächst in der Vorentwicklung die Leitung der Simulation/CAE aus und etablierte sich schließlich als Leiter Konstruktion in der Dieselmotorenentwicklung. Er beschäftigt sich unter anderem mit Bionik, der Entschlüsselung von Erfindungen der Natur zum Einsatz in der Technik. Während seiner beruflichen Tätigkeit bei BMW hat er an diversen Erfindungen mitgewirkt, für die entsprechende Patente registriert wurden. Anlassbezogen wurden Fachartikel in Fachzeitschriften veröffentlicht, beispielsweise in der ATZ – Automobiltechnischen Zeitschrift und in der MTZ Motortechnischen Zeitschrift sowie im Lexikon der Motorentechnik zum Thema Verbrennungsmotor.
Von 2000 bis 2006 war er Lehrbeauftragter an der Montanuniversität Leoben, weiters hält er immer wieder Gastvorträge an verschiedenen Universitäten.

## Auszeichnungen
- Verdienstmedaille des Landes Oberösterreich (2019)[7]
- Repräsentation für Nominierung/Einreichung eines BMW-Projektes für den Staatspreis Innovation 2008[8]

## Publikationen (Auswahl)

### Diplomarbeit und Dissertation
- Optimierung der Motorstaubremse eines LKW-Motors. Diplomarbeit, TU-Wien, 1986.
- Die Wirbelreihenanalyse – ein neues Verfahren zur Bewertung der Ladungsbewegung in Verbrennungsmotoren. Dissertation, TU-Wien, 1995.

### Beiträge in Sammelbänden
- mit R. Basshuysen, F. Schäfer (Hrsg.): Lexikon Motorentechnik. Der Verbrennungsmotor von A – Z. Vieweg Verlag, 2004, ISBN 978-3-528-03903-5.
- Einfluss des Strömungssiedens auf den kühlmittelseitigen Wärmeübergang in Verbrennungsmotoren. In: Virtuelle Produktentstehung für Fahrzeug und Antrieb im KFZ, Ulrich Seiffert, Gotthard Rainer (Herausgeber), Wiesbaden 2008, ISBN 978-3-8348-0345-0.

### Beiträge zu Tagungen in Graz und Steyr
- mit H. Schlögl: Beispiele der Prozessrechnung bei der Entwicklung von NFZ-Dieselmotoren. Tagung: „Der Arbeitsprozess des Verbrennungsmotors“, TU-Graz, 1989.
- mit J. Honeder, E. Kranawetter und C. Landerl: Simulation instationärer Betriebszustände von Fahrzeugen mit aufgeladenen Dieselmotoren. 7. Tagung „Der Arbeitsprozess des Verbrennungsmotors“, Graz, 1999.
- mit F. Durstberger, G. Bumberger und M. Cecchini: Rechnerische Auslegung von Turboladern – ein Beitrag zur Entwicklung leistungsstarker Dieselmotoren. 10. Tagung „Der Arbeitsprozess des Verbrennungsmotors“, Graz 2005.
- mit R.J.A. Ehart und M. Riedler: Materialmodellierung und Lebensdauerabschätzung bei thermomechanisch beanspruchten Motorbauteilen unter Berücksichtigung von Alterungsvorgängen. 33. Tagung DVM-Arbeitskreis Betriebsfestigkeit „Betriebsfestigkeit in der virtuellen Produktentwicklung“, Steyr, 2006.

### Beiträge zum Wiener Motorensymposium
- mit R. Arndt und W. Dirschmied: Verbesserung der Motorakustik durch strukturdynamische Berechnung. 12. Internationales Wiener Motorensymposium, 1991.
- mit J. Hager, G. Raab, K. Straßer: Rechnerische Auslegung von Wasserpumpen. 15. Internationales Wiener Motorensymposium, 1994.
- mit P. Treml: Einsatz einer neuen Methode zur Beurteilung der Ladungsbewegung. 16. Internationales Wiener Motorensymposium, 1995.
- mit A. Ennemoser, A. Wimmer und M. Pflügl: Rechnerische Bestimmung der Bauteilemperaturen mit Hilfe verbesserter Modellierung des Wärmeüberganges in Zylinderköpfen. 23. Internationales Wiener Motorensymposium, Wien, 2002.
- mit W. Mattes und F. Steinparzer: Neu überarbeitete Dieselmotoren für die BMW 7er Reihe. 26. Internationales Wiener Motorensymposium, Wien, 2005.

### Beiträge zur Aufladetechnischen Konferenz, Dresden
- mit F. Anisits: Aufladung von 6-Zylinder-Dieselmotoren mit Biturbosystem. 6. Aufladetechnische Konferenz, Dresden, 1997.
- mit D. Niederhauser und F. Durstberger: Thermomechanische Analyse von abgasführenden Bauteilen aufgeladener Dieselmotoren. 8. Aufladetechnische Konferenz, Dresden, 2002.

### 12. Aachener Kolloquium „Fahrzeug- und Motorentechnik“
- mit W. Stütz, F. Steinparzer: Der Ladungswechsel des neuen BMW V8-Dieselmotors. 8. Aachener Kolloquium „Fahrzeug- und Motorentechnik“, Aachen, 1999.
- mit P. Fischer, M. Engelbrechtsmüller, A. Keber: Erweiterte Methode zur Akustikberechnung mit Einbeziehung lokaler Dämpfungen am Beispiel des neuen BMW V8 DI Motors. 8. Aachener Kolloquium Fahrzeug- und Motorentechnik, Aachen, 1999.
- mit F. Steinparzer, H. Kratochwill und G. Steinwender: Neue Ansätze bei der Lebensdauerberechnung von Zylinderköpfen. 12. Aachener Kolloquium „Fahrzeug- und Motorentechnik“, Aachen, 2003.
- mit W. Mattes, N. Praschak und F. Steinparzer: Neuer zweistufig aufgeladener 4-Zylinder Dieselmotor von BMW. 16. Aachener Kolloquium „Fahrzeug- und Motorentechnik“, Aachen, 2007.
- mit W. Hall, W. Mattes und T. Steinmayr: Der neue BMW Reihen-6-Zylinder Dieselmotor. 17. Aachener Kolloquium „Fahrzeug- und Motorentechnik“, Aachen 2008.
- mit W. Hall;, J. Honeder, T. Steinmayr und P. Langen: Der erste PKW-Dieselmotor mit zweistufiger Aufladung und variabler Turbinengeometrie. 18. Aachener Kolloquium „Fahrzeug und Motorentechnik“, Aachen, 2009.

### Beiträge in der ATZ – Automobiltechnische Zeitschrift
- mit J. Hager, G. Raab, K. Straßer: Auslegung von Kühlmittelpumpen für Kraftfahrzeugmotoren. ATZ – Automobiltechnische Zeitschrift 97, 1995.
- mit P. Grafenberger, P. Klinner und F. Klinebiel: Simulation der Motorkühlung mit Hilfe gekoppelter 1D- und 3D-Strömungsberechnung. In: ATZ – Automobiltechnische Zeitschrift. 102, Nr. 4, 2000.

### Beiträge in der MTZ – Motortechnischen Zeitschrift
- mit S. Blumenschein:, A. Keber, B. Seli: Verkürzter Entwicklungsablauf beim neuen Achtzylinder-Dieselmotor von BMW. Teil 1, Mechanik und Festigkeit, in: MTZ – Motortechnische Zeitschrift 60, Nr. 10, 1999.
- mit P. Langen, W. Hall und D. Hiemesch: Der neue zweistufig aufgeladene Sechszylinder-Dieselmotor im BMW 740d. In: MTZ -Motortechnische Zeitschrift. 04/2010
- mit M. Kaufmann: Ein- und zweistufige Aufladesysteme für Hochleistungs-Dieselmotoren. 4. CTI-Forum „Motoraufladung“, Stuttgart, 2010.
- mit Fritz Steinparzer, Detlef Hiemesch, Erwin Rechberger: Die neue BMW Sechszylinder-Spitzenmotorisierung mit innovativem Aufladekonzept. In: MTZ – Motortechnische Zeitschrift. 10/2016

### Weitere Beiträge
- mit W. Dirschmied Einsatz von Berechnungsmethoden zur akustischen Beurteilung von Verbrennungsmotoren. 6. Internationaler Kongress „Berechnung im Automobilbau“, Würzburg, 1992.
- mit E. Blümcke: Improved Engine Cooling Systems using Calculation Methods. 2nd VTMS Conference, London, 1995.
- mit Peter Fischer und G. Kraßnig: Akustikberechnung lokal gedämpfter Motorstrukturen unter Einbeziehung stochastischer Erregerprozesse. 10. Internationaler Kongress „Berechnung und Simulation im Fahrzeugbau“, Würzburg 2000.
- mit R. Ehart: Fatigue Analysis of Engine Components Including the Heat Treatment Process. WCCM V, Fifth World Congress on Computational Mechanics, Wien, 2002.
- mit C. Samhaber, G. Winter und M. Cecchini: Analysis and Optimization of Fluid Circuits. Flowmaster User´s Group Meeting, Idstein, 2003.
- mit M. Cecchini: Use of Optimization Tools in CFD. Star-CD User´s Group Meeting, London 2005
- mit R. Kroiss und G. Winter: Computer Aided Optimisation (CAO) für Spray and Combustion Simulation. Conference on Thermo- and Fluid Dynamic Processes in Diesel Engines – THIESEL, Valencia, 2006.
- mit C. Samhaber und H. Petutschnig: A. Ennemoser: Einfluss des Strömungssiedens auf den kühlmittelseitigen Wärmeübergang in Verbrennungsmotoren. Virtual Powertrain Creation – ATZ/MTZ Konferenz, München, 2006.
- mit R. Wimmer, J. Korzonnek, G. Fleischer und H. Zaleschak: VDI-K/Beitrag: Fußgängerschutzoptimierter AGD im 7er BMW. VDI-Jahrestagung „Kunststoffe im Automobilbau“, Mannheim, 2009.
- Der BMW 6-Zylinder Dieselmotor mit TwinPower Turbo. 3. MTZ Fachtagung, Stuttgart, 2010.
- Ein- und zweistufige Aufladesysteme für Hochleistungs-Dieselmotoren. 5. CTI-Forum „Downsizing“, Nürnberg, 2010.
- mit Fritz Steinparzer, Wolfgang Stütz: The future of the dieses engine as a menans of propulsion in passenger cars. 15. Internationales Stuttgarter Symposium: Automobil- und Motorentechnik, Stuttgart, 2015